# Carex caryophyllea
Carex caryophyllea Latourr. es una especie de planta herbácea de la familia de las ciperáceas.

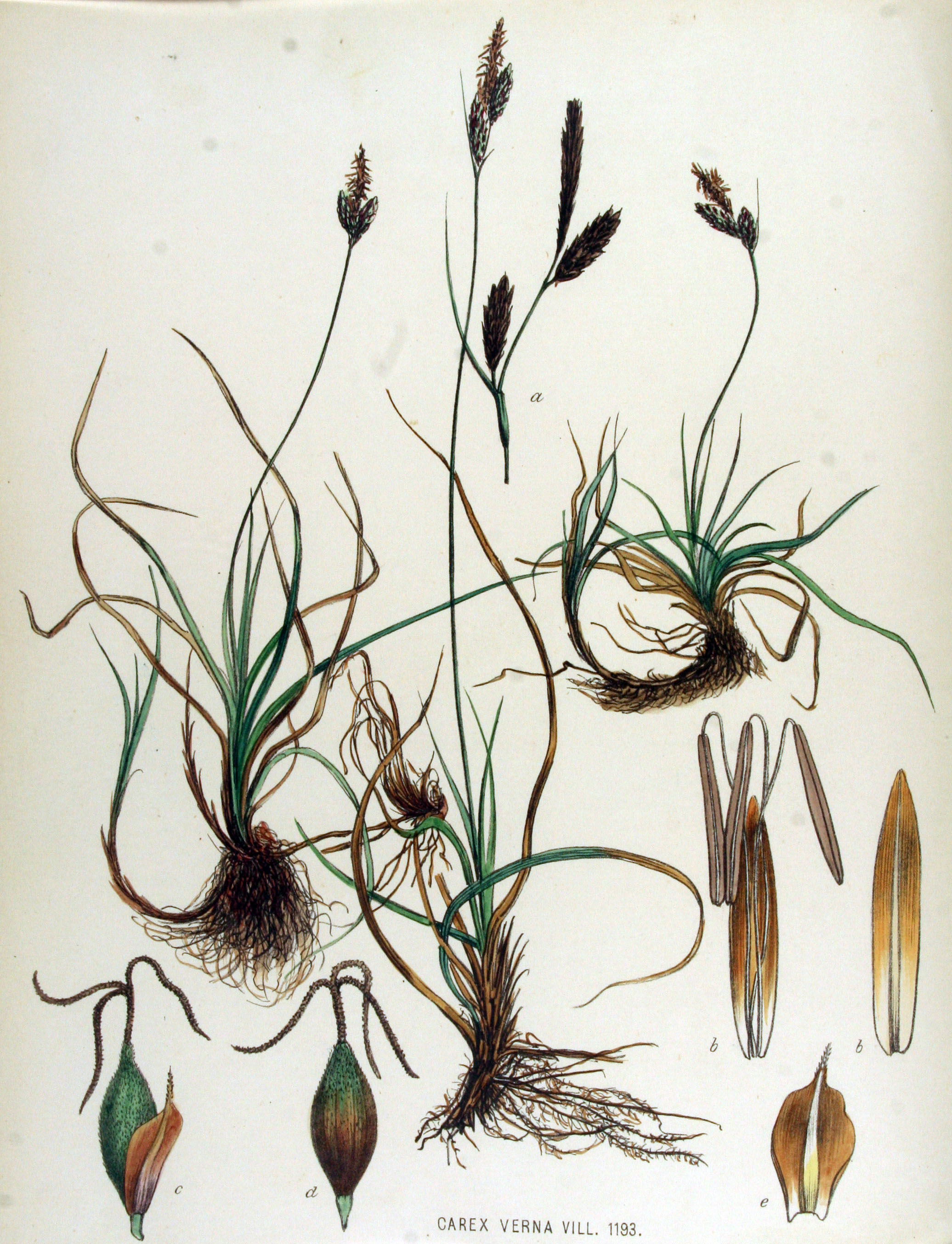
Ilustración

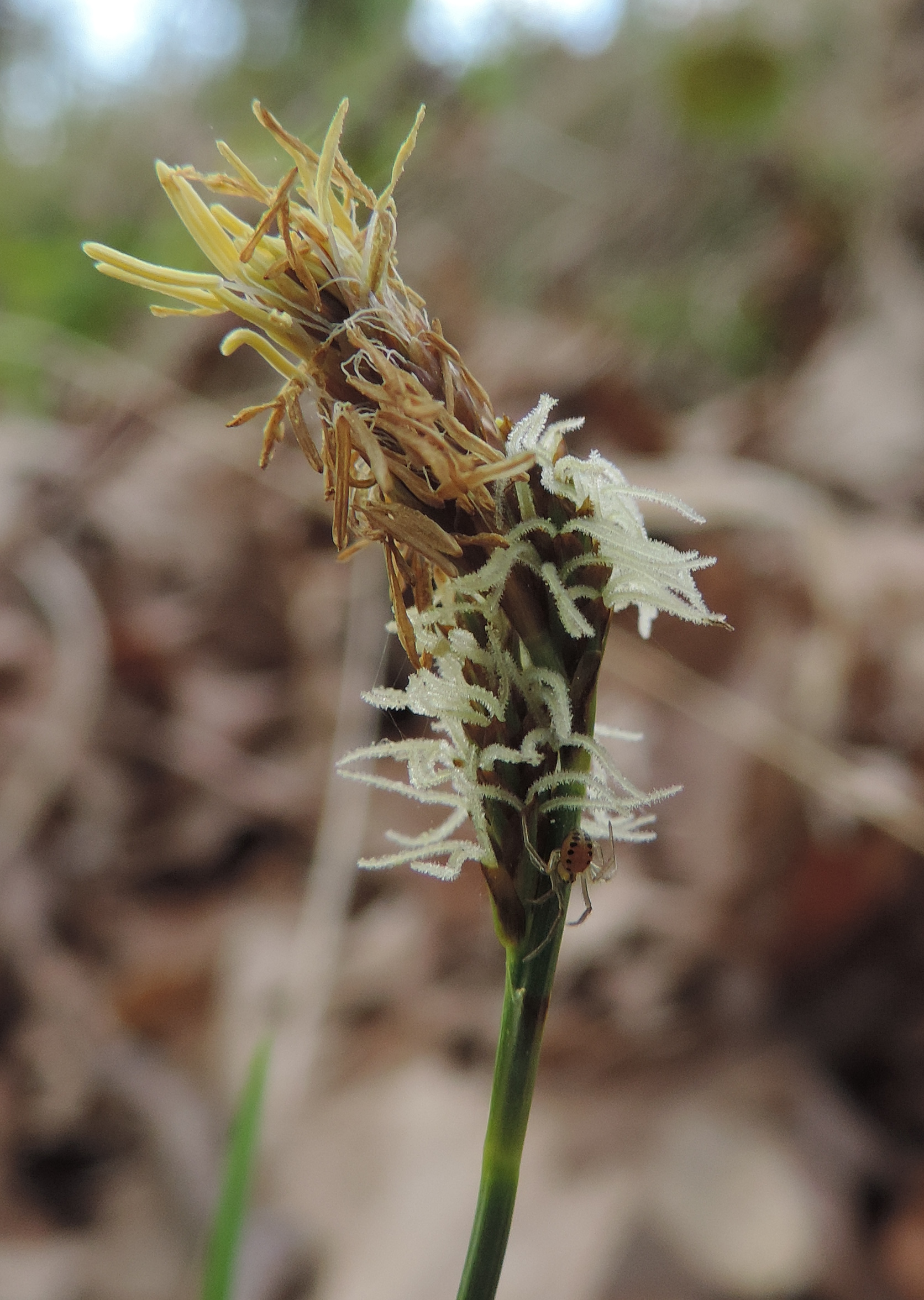
Detalle de la planta

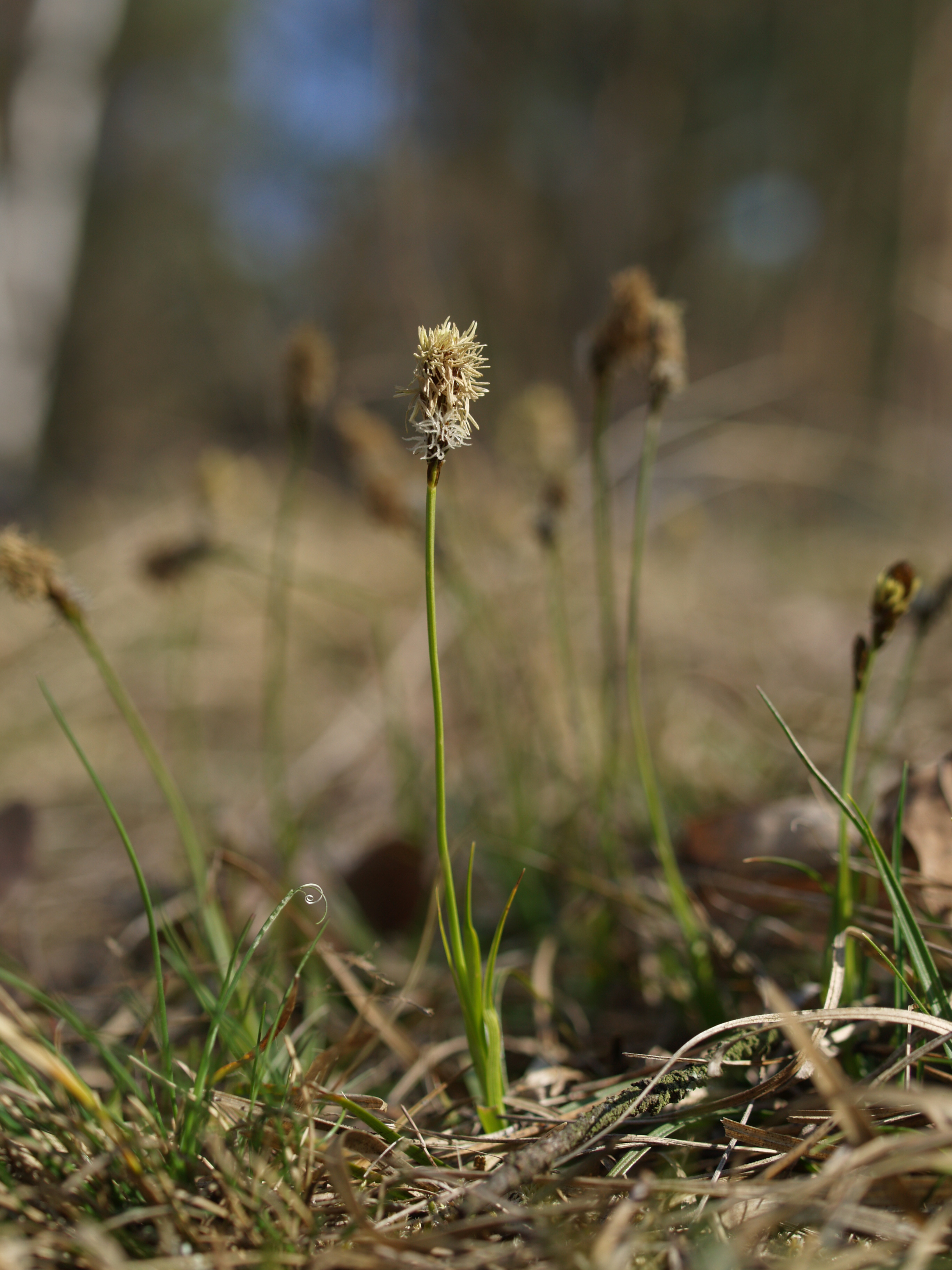
Vista de la planta

## Descripción
Es una pequeña planta con rizoma reptante delgado. Tiene los tallos fértiles trígonos y lisos. Las hojas son más cortas que los tallos, planas, algo rígidas y ásperas hacia el borde de los ápices. Las espigas quedan agrupadas en el extremo superior del tallo, suelen ser sésiles o mantenerse sobre un corto pedúnculo. Presenta utrículos pelosos con pico muy corto.

## Distribución y hábitat
Esta planta es nativa de Europa y Asia. Es España se encuentra en Barcelona, Castellón, Gerona, Lérida, Tarragona y Valencia en los prados húmedos.

## Taxonomía
Carex caryophyllea fue descrita por Marc Antoine Louis Claret de Latourrette y publicado en Chloris Lugdunensis 27. 1785.
Etimología
Ver: Carex
caryophyllea; epíteto latino que significa "rosado".
Sinonimia
| - Carex caryophyllea var. fuscotincta (Merino) C.Vicioso - Carex caryophyllea var. sierra-nevadae Lindb. - Carex fuscotincta Merino - Carex monostachya Schur - Carex praecox f. longevaginata Kük. - Carex praecox var. distans Merino - Carex praecox var. minor Merino - Carex praecox var. monostachya (Schur) Merino - Carex praecox var. rhizostachya Cariot - Carex praecox var. sicyocarpa Lebel - Carex praecox Jacq. - Carex verna var. cuspidata (Royer) C. Vicioso - Carex verna var. longevaginata (Kük.) C. Vicioso - Carex verna var. rhizostachya (Cariot) C. Vicioso - Carex verna Chaix |